# Heinkel HE 12
L'Heinkel HE 12 era un idrovolante da trasporto postale catapultabile monomotore ad ala bassa realizzato dall'azienda tedesca Ernst Heinkel Flugzeugwerke nel 1929.

## Storia del progetto
Nell'ambito della costruzione dei due transatlantici Bremen ed Europa, impostati nella seconda metà degli anni venti, la compagnia di navigazione Norddeutscher-Lloyd e la compagnia aerea Deutsche LuftHansa (DLH) si accordarono per fornire le due unità di un servizio di posta aerea che velocizzasse le consegne della corrispondenza tramite un velivolo appositamente realizzato.
A questo scopo vennero attrezzate con una catapulta a vapore posizionata sul ponte superiore tra i due fumaioli con lo scopo di accelerare un idrovolante che, lanciato alcune ore prima dell'attracco della nave, avrebbe provveduto a consegnare la posta con largo anticipo. Al suo arrivo in porto il transatlantico avrebbe recuperato il velivolo tramite una gru che lo avrebbe riposizionato sulla slitta della catapulta, pronto per un nuovo servizio.

### Sviluppo
Per la realizzazione del velivolo venne contattata la Heinkel Flugzeugwerke, azienda che aveva acquisito una notevole esperienza producendo, sin dal HE 1 del 1923, idrovolanti per il mercato civile e militare.
Basandosi sul modello HE 9 militare, venne sviluppato l'HE 12 che manteneva la stessa impostazione, monomotore monoplano biposto a scarponi.

### Impiego operativo
Il velivolo venne perso nella notte tra il 5 ed il 6 ottobre 1931 sopra Cobequid Bay, Nuova Scozia (Canada), con i due membri dell'equipaggio Simon e Wagenkneecht.

## Utilizzatori
Germania
- Deutsche LuftHansa (DLH)